# Eleição municipal de Tucuruí em 2016
A eleição municipal da cidade brasileira de Tucuruí em 2016 ocorreu em 2 de outubro para eleger um prefeito, um vice-prefeito e 13 vereadores para a administração da cidade, localizada no sudeste paraense.
O prefeito titular, Sancler Ferreira (PPS), não pode concorrer novamente ao cargo. As movimentações pré-campanha ocorrem num contexto de crise política envolvendo um pedido de impeachment do segundo mandato da presidente Dilma Rousseff, do PT.
Como a cidade não possui mais de 200 mil eleitores, não houve a possibilidade de realização de um segundo turno. Caso o município tivesse este número de votantes, a eleição deveria ser decidida no dia 30 de outubro. Apesar disso, o eleitorado elegeu o ex-vereador Jones William, do PMDB, com 53,50% dos votos válidos. Empossado em 1 de janeiro de 2017, permaneceu apenas 6 meses no cargo, e em 25 de julho, foi assassinado com vários tiros enquanto vistoriava uma operação tapa-buracos na estrada de acesso ao Aeroporto de Tucuruí. 2 dias depois, o vice, Arthur Brito (PV), foi empossado como novo gestor municipal.

## Regras
No decorrer do ano de 2015, o Congresso Nacional aprovou uma reforma política, que fez consideráveis alterações na legislação eleitoral. O período oficial das campanhas eleitorais foi reduzido para 45 dias, com início em 16 de agosto, o que configurou em uma diminuição pela metade do tempo vigente até 2012. O horário político também foi reduzido, passando de 45 para 35 dias, com início em 26 de agosto. As empresas passaram a ser proibidas de financiarem campanhas, o que só poderá ser feito por pessoas físicas.
A Constituição estabeleceu uma série de requisitos para os candidatos a cargos públicos eletivos. Entre eles está a idade mínima de 21 anos para candidatos ao Executivo e 18 anos ao Legislativo, nacionalidade brasileira, pleno exercício dos direitos políticos, pelo menos um ano de domicílio eleitoral na cidade onde pretende candidatar-se, alfabetização e filiação partidária até o dia 2 de abril de 2016.
A propaganda eleitoral gratuita em Tucuruí começou a ser exibida em 26 de agosto e terminou em 29 de setembro. Segundo a lei eleitoral em vigor, nos municípios com mais de 200 mil eleitores, caso o candidato mais votado receber menos de 50% +1 dos votos, é estabelecido o sistema de dois turnos; como a cidade de Tucuruí ainda não atingiu tal índice, não existe tal hipótese. 

## Candidaturas
O prazo para os partidos políticos realizarem as convenções partidárias destinadas à definição de coligações e escolha dos candidatos aos cargos de prefeito, vice-prefeito e vereador iniciou em 20 de julho e encerrou no dia 05 de agosto. Já o prazo para protocolar o registro de candidatura dos escolhidos nas convenções se encerrou em 15 de agosto. Nesta eleição, 3 partidos lançaram candidatos à prefeitura tucuruiense.
| Candidatos a prefeito | Candidatos a vice-prefeito | Número | Coligação                                                                              | Votação | Percentual |
| --------------------- | -------------------------- | ------ | -------------------------------------------------------------------------------------- | ------- | ---------- |
| Jones William PMDB    | Artur Brito PV             | 15     | Mudar pra Ser Feliz (PMDB, PV, PT, PCdoB, DEM, PRB, REDE, PHS, PP, PRTB, PMB)          | 31,268  | 53.50%     |
| Jairo Holanda PSDB    | Mauro Gomes PSC            | 45     | Tucuruí no Rumo Certo (PSDB, PSC, PPS, PSB, PRP, PMN, PDT, PTN, PROS, PR, PSL, PTdoB ) | 25,678  | 43.94%     |
| Joilson Ranieri PTB   | Osvaldo Arrais PSDC        | 14     | A Única e Verdadeira Mudança (PTB, PSDC, PSD, PTC, SD, PEN)                            | 1,499   | 2.56%      |

## Resultados

### Prefeito
| Candidato(a)           | Vice                   | 1º turno 2 de outubro de 2016 | 1º turno 2 de outubro de 2016 |
| Candidato(a)           | Vice                   | Total                         | Percentagem                   |
| ---------------------- | ---------------------- | ----------------------------- | ----------------------------- |
| Jones William (PMDB)   | Artur Brito (PV)       | 31.268                        | 53,50%                        |
| Jairo Holanda (PSDB)   | Mauro Gomes (PSC)      | 25.678                        | 43,94%                        |
| Joilson (PTB)          | Osvaldo Arrais (PSDC)  | 1.499                         | 2,56%                         |
| Total de votos válidos | Total de votos válidos | 58.445                        | 95,74%                        |
| → Votos em branco      | → Votos em branco      | 566                           | 0,93%                         |
| → Votos nulos          | → Votos nulos          | 2.035                         | 3,33%                         |
| Total                  | Total                  | 61.046                        |                               |
| Abstenções             | Abstenções             | 15.163                        | 19,90%                        |
| Total de inscritos     |                        |                               |                               |

| Partido | Partido | Candidato     | Votos  | Votos (%) |
| ------- | ------- | ------------- | ------ | --------- |
|         | PMDB    | Jones William | 31 268 | 53,5%     |
|         | PSDB    | Jairo Holanda | 25 678 | 43,94%    |
|         | PTB     | Joilson       | 1 499  | 2,56%     |
| Totais  | Totais  | Totais        | 58 445 |           |

### Vereadores
| Candidato(a)             | Nº    | Coligação                               | Votação | Votação     |
| Candidato(a)             | Nº    | Coligação                               | Total   | Porcentagem |
| ------------------------ | ----- | --------------------------------------- | ------- | ----------- |
| Nilvan Oliveira (PSC)    | 20120 | "União de Vencedores" PSC e PTdoB       | 1.923   | 3,22%       |
| Jorge Anderson (PSB)     | 40555 | "A força do povo" PSB e PMN             | 1.851   | 3,10%       |
| Ilma do Neneo (PPS)      | 23787 | "Juntos somos vencedores" PPS, PR e PRP | 1.727   | 2,89%       |
| Rony Santos (PSC)        | 20456 | "União de Vencedores" PSC e PTdoB       | 1.540   | 2,58%       |
| Dr. Fábio Ulisses (PSDB) | 45789 | "Avança Tucuruí" PSDB, PSL e PTN        | 1.223   | 2,05%       |
| Joaquim Pepno (PPS)      | 23100 | "Juntos somos vencedores" PPS, PR e PRP | 1.158   | 1,94%       |
| Francisco Vieira (PDT)   | 12333 | "Rumo certo" PDT e PROS                 | 1.080   | 1,81%       |
| Lucas Brito (PV)         | 43500 | "Por uma Tucuruí do futuro" PV e DEM    | 1.043   | 1,74%       |
| Branco Terra Seca (PSDB) | 45555 | "Avança Tucuruí" PSDB, PSL e PTN        | 1.031   | 1,72%       |
| Weber Galvão (PMDB)      | 15100 | "Governo justo, povo feliz" PMDB e REDE | 1.406   | 1,69%       |
| Gualberto Neto (DEM)     | 25222 | "Por uma Tucuruí do futuro" PV e DEM    | 951     | 1,59%       |
| Tânia Zammataro (PMDB)   | 15222 | "Governo justo, povo feliz" PMDB e REDE | 793     | 1,33%       |
| Bena Navegantes (PROS)   | 90111 | "Rumo certo" PDT e PROS                 | 734     | 1,23%       |